# 고마쓰자키 다모쓰
고마쓰자키 다모쓰(일본어: 小松崎 保, 1970년 7월 10일 ~ )는 일본의 전 축구 선수이다.

## 구단 경력
과거 가와사키 프론탈레, 콘사돌레 삿포로, 요코하마 FC에서 활동하였다.